# Георгіос Бонанос

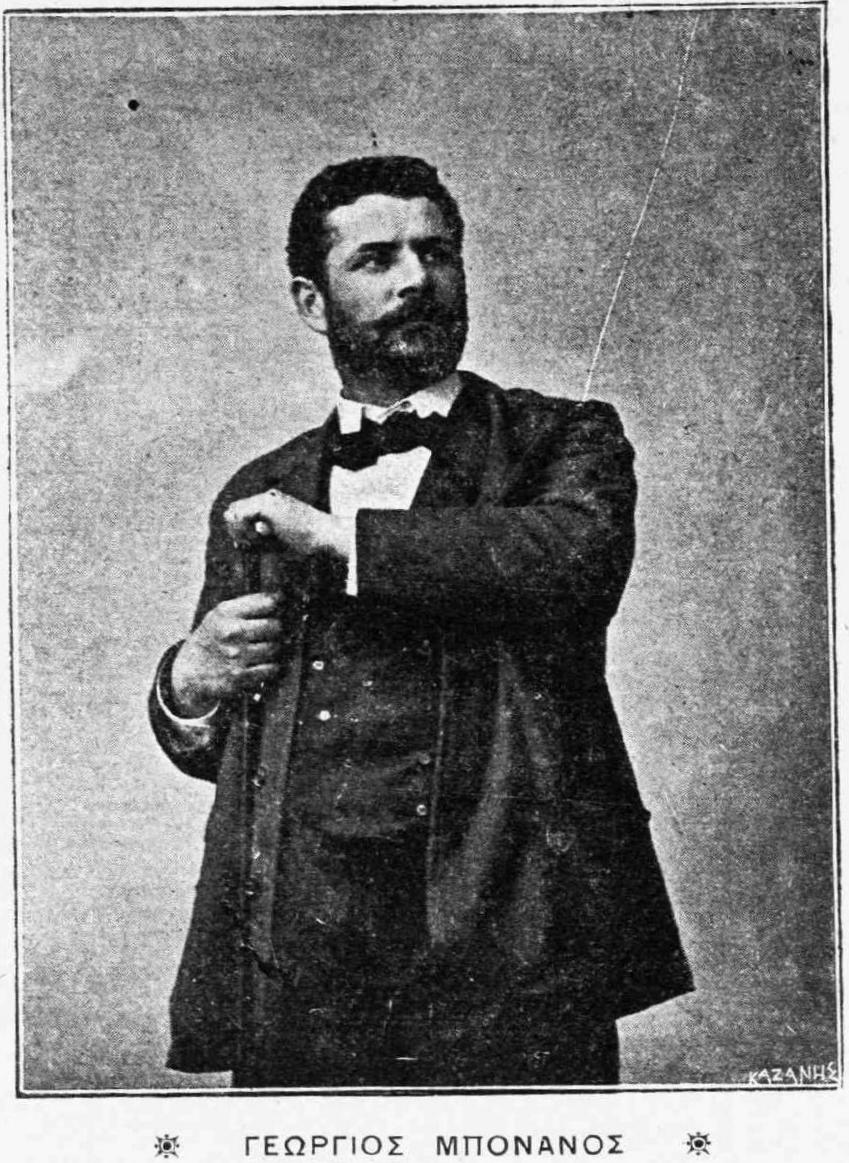
Георгіос Бонанос, фото 1912 року

Георгіос Бонанос (грец. Γεώργιος Μπονάνος, 1863, острів Кефалінія — 1939, Афіни) — грецький скульптор кінця 19 — початку 20 століття.

## Біографічні відомості
Георгіос Бонанос народився 1863 року на острові Кефалінія в селі Вуні неподалік від Ліксурі. Навчався в Афінській школі витончених мистецтв у скульптора Леонідаса Дросіса і Філіппоса Дімітріоса. Потім продовжив навчання в Італії, в Римі, що залишило відбиток на його ритмі в скульптурі, хоча Бонанос залишився в руслі класицизму. В Римі Бонанос створив своє ательє. Повернувшись в Грецію, також створив ательє в районі Абелокіпі.
Помер Бонанос в Афінах в 1939 року.

## Відомі роботи
- Статуя мецената Панайотіса Валліаноса перед Національною бібліотекою Греції (побудована на гроші Валліаноса) по вулиці Панепістиміу в Афінах.
- Статуя на англійському кладовищі острова Кефалінія під ім'ям Псіхі (грец. Ψυχή — душа) над надгробком філелліна Туа, сина англійського полковника Туа, що взяв участь у національно-визвольній війні Греції 1821—1829 років.
- Статуя Софокла К. Вурназоса біля гімназії міста Мітилени, острів Лесбос.
- Меморіал Валліаносу в Айос-Василіс.
- Монумент Яковатосу в Ліксурі.
- Голова Ігії в будинку Джентілі-Косметатос в Аргостоліоні.
- Статуя Одіссея Андруцоса у Гравії (див. Битва при Гравії).
- Статуя Паріса (колекція банкіра Андреаса Сінгроса).

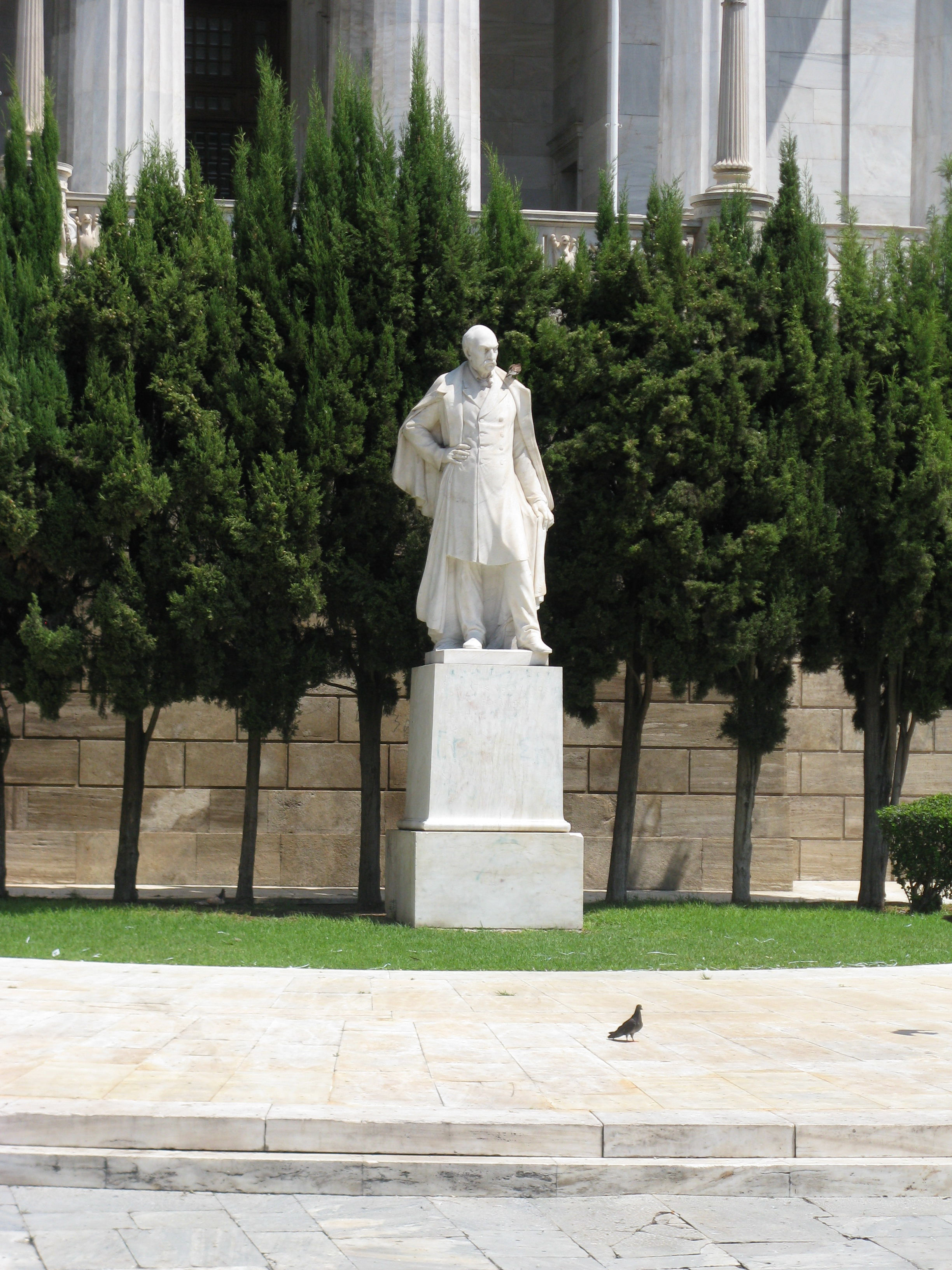
Пам'ятник Панайотісу Валліаносу
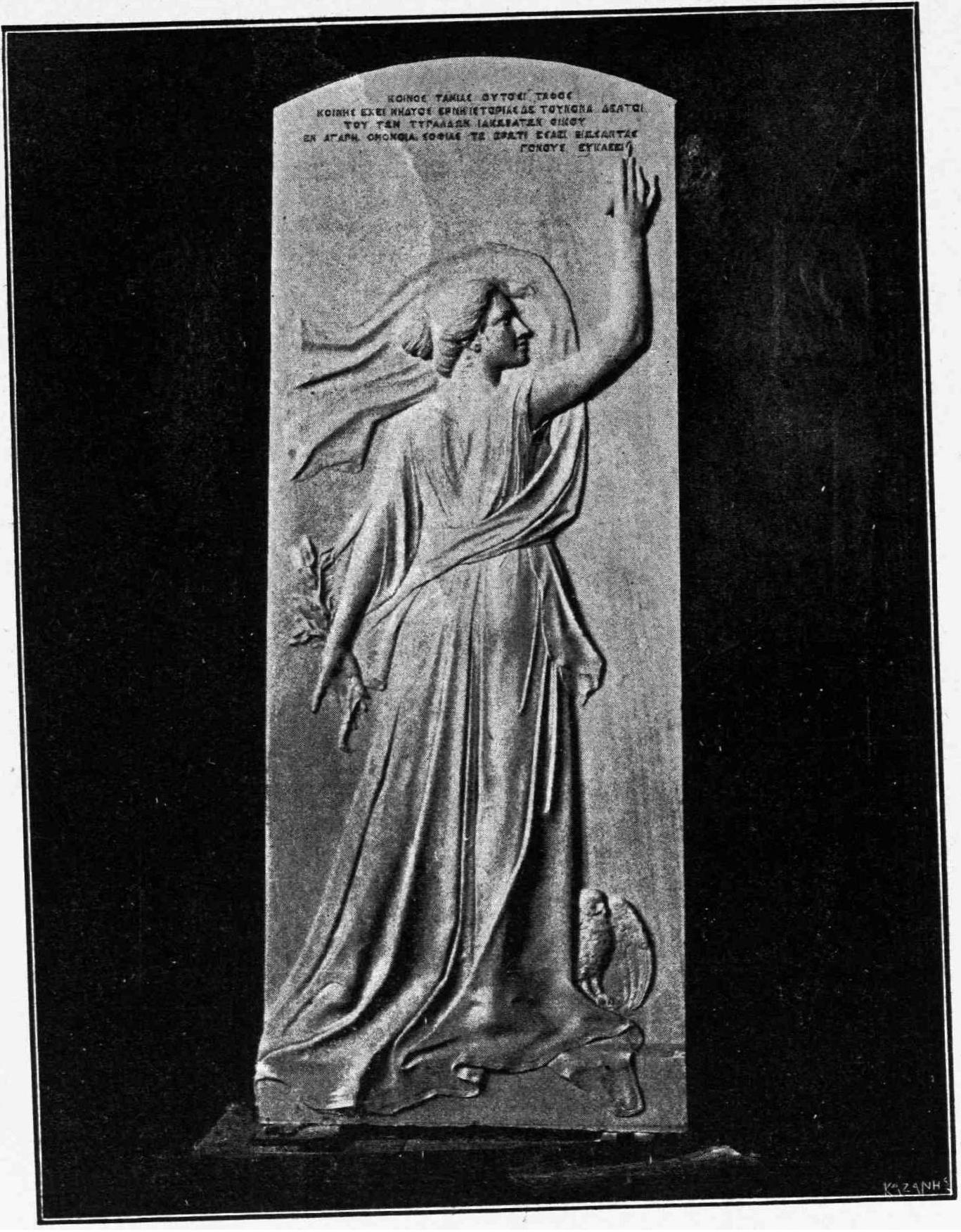
Стела з алігорією Історії
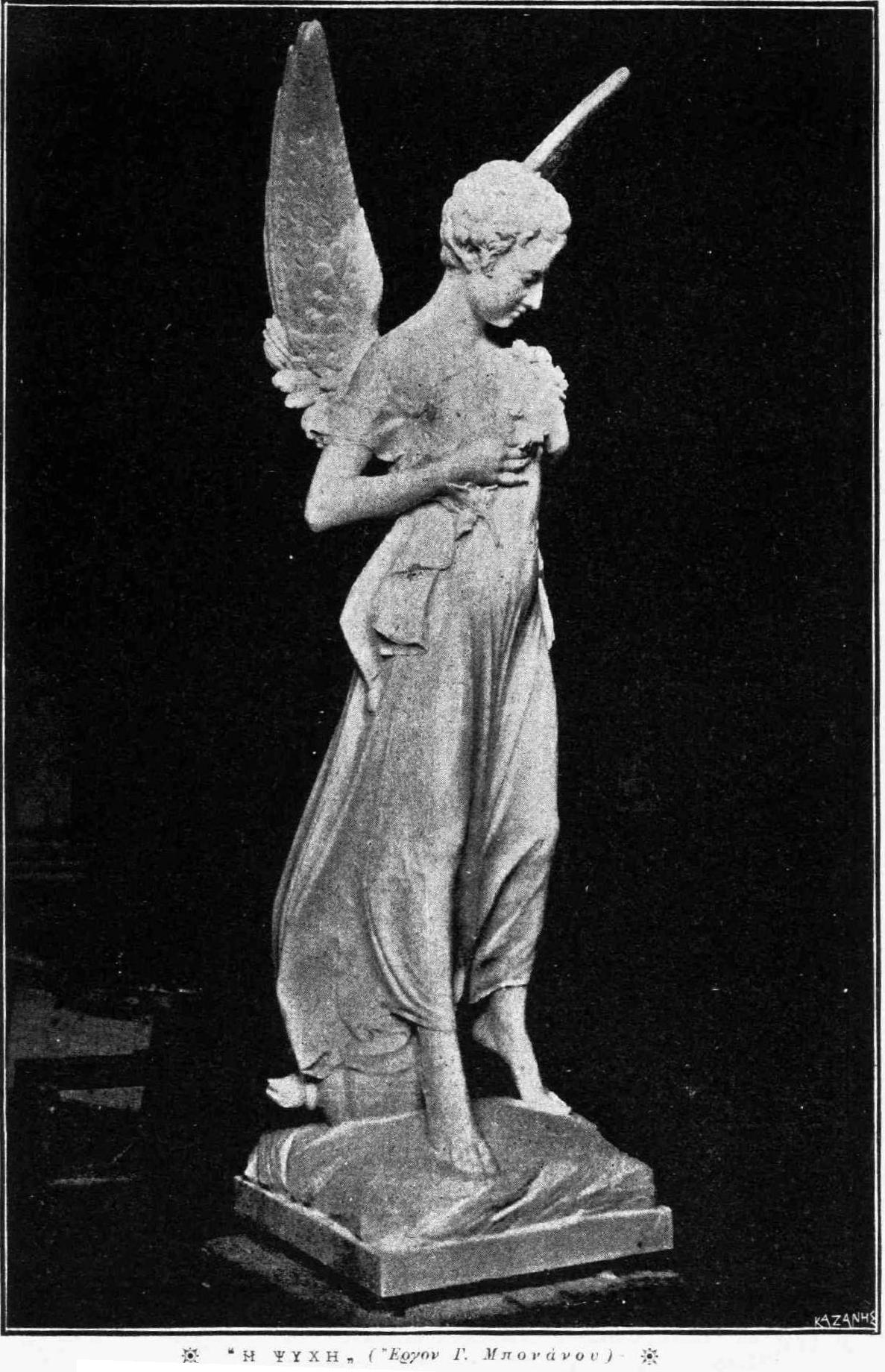
Душа, фото Елефтеріоса Казаніса